# Христодул Патмоски
Христодул Патмоски познат и као Христодул Чудотворац је грчки православни светитељ из 11. века.
Рођен је око 1021. године у Никеји. Као млад се замонашио и убрзо постао игуман. 1088. године добио је од византијског цара Алексија Комнина острво Патмос да тамо подигне манастир посвећен светом Јована Јеванђелисти. Након што је завршио манастир, Због пљачкашких упада био је приморан да побегне са острва Патмос.
Умро је око 1111. године. Мошти су пренете на Патмос, и чувају се у капели Св Христодула у манастиру светога Јована Богослова на Патмосу.
Православна црква га прославља 16. марта (по јулијанском календару).